# Čubura (Ražanj)
Pour les articles homonymes, voir Čubura.
Čubura (en serbe cyrillique : Чубура) est un village de Serbie situé dans la municipalité de Ražanj, district de Nišava. Au recensement de 2011, il comptait 162 habitants.

## Démographie
| 1948 | 1953 | 1961 | 1971 | 1981 | 1991 | 2002 | 2011 | 2022 |
| ---- | ---- | ---- | ---- | ---- | ---- | ---- | ---- | ---- |
| 324  | 343  | 309  | 283  | 270  | 249  | 194  | 162  | 112  |

|  |